# Tenesmo retal
Tenesmo retal é uma sensação de defecação incompleta. É a sensação de incapacidade ou dificuldade de esvaziar o intestino ao defecar, mesmo que o conteúdo intestinal já tenha sido evacuado. O tenesmo reflete a sensação de resíduo e nem sempre está correlacionado com a presença real de matéria fecal residual no reto. Frequentemente, é doloroso e pode ser acompanhado por esforço involuntário e outros sintomas gastrointestinais. O tenesmo possui tanto um componente nociceptivo quanto neuropático.
Frequentemente, o tenesmo retal é simplesmente chamado de tenesmo. O termo tenesmo retal é um retrônimo para diferenciar o tenesmo relacionado à defecação do tenesmo vesical. O tenesmo vesical é uma condição semelhante, experimentada como uma sensação de esvaziamento incompleto, ainda que a bexiga tenha sido esvaziada.
O tenesmo é um tópico intimamente relacionado à obstrução intestinal. O termo tem origem em latim: tēnesmus, do grego τεινεσμός teinesmos , de τείνω teínō esticar, tensionar.

## Considerações
O tenesmo é caracterizado por uma sensação de necessidade de defecar, acompanhada de dor, cólicas e esforço. Apesar do esforço, poucas fezes são eliminadas. O tenesmo geralmente está associado a doenças inflamatórias do intestino, que podem ser causadas por condições infecciosas ou não infecciosas. As condições associadas ao tenesmo incluem: 
- Amebíase
- Intoxicação por arsênico
- Doença celíaca
- Câncer colorretal
- Melanoma anal[4]
- Cistocele
- Citomegalovírus (em pacientes imunocomprometidos)
- Doença diverticular
- Disenteria
- Hemorroida, quando prolapsada
- Hímen imperfurado[5]
- Doença inflamatória intestinal
- Síndrome do intestino irritável
- Colite isquêmica
- Cálculo renal, quando o cálculo se aloja no ureter distal[6]
- Prolapso de órgão pélvico
- Proctite actínica
- Gonorreia retal
- Linfogranuloma venéreo retal
- Infecção retal por parasitas, particularmente Trichuris trichiura (tricuríase)
- Retocele
- Shigelose
- Colite ulcerativa

O tenesmo (retal) também está associado à instalação de um estoma reversível ou não reversível, onde a doença retal pode ou não estar presente. Os pacientes que apresentam tenesmo como resultado da instalação do estoma podem apresentar os sintomas do tenesmo durante a presença do estoma. Como resultado, pode ser necessário considerar o controle da dor crônica.

## Tratamento
O alívio da dor é administrado concomitantemente ao tratamento da doença primária causadora do tenesmo.